# Dunărea Galați în sezonul 1996-1997
Sezonul 1996-1997  este unul poate la fel de salvator ca și următorul fiindcă evită retrogradarea tot pe ultima sută de metri. Haralambie Antohi este la al doilea mandatant pe banca gălățeană, după ce a fost instalat tocmai în sezonul 1995-1996 când se despărțise de Oțelul Galați, dar iarăși nu va antrena doar el, în altă ordine de idei echipa o mai antrenează, Ion Constantinescu dar și Valentin Kramer.

## Echipă
| Nr. |         | Poziție | Jucător             |
| --- | ------- | ------- | ------------------- |
| -   | România | P       | Mihai Barbu         |
| -   | România | P       | Cătălin Hăisan      |
| -   | România | P       | Valentin Buruiană   |
| -   | România | P       | Alexandru Iliuciuc  |
| -   | România | F       | Sorin Chirciu       |
| -   | România | F       | Marius Humelnicu    |
| -   | România | F       | Marius Cosoreanu    |
| -   | România | F       | Adrian Ariton       |
| -   | România | F       | Damian Băncilă      |
| -   | România | F       | Florin Cujbă        |
| -   | România | F       | Daniel Miloiu       |
| -   | România | F       | George Movilă       |
| -   | România | F       | Aurelian Brașoveanu |
| -   | România | F       | Ionel Budacă        |
| -   | România | F       | Cătălin Chicoș      |
| -   | România | F       | Sorin Bălan         |
| -   | România | F       | Mihai Jireghie      |
| -   | România | F       | Marian Roșu         |
| -   | România | M       | Iulian Apostol      |
| -   | România | M       | Adrian Negraru      |
| -   | România | M       | Doru Buciumeanu     |
| -   | România | M       | Emanuel Higlău      |
| -   | România | M       | Dumitru Horovei     |
| -   | România | M       | Denis Van Caval     |
| -   | România | M       | Marius Bârnoveanu   |
| -   | România | M       | Bituleanu           |
| -   | România | M       | Gabriel Chebac      |
| -   | România | M       | Părășcan            |
| -   | România | M       | Gâlcă               |
| -   | România | M       | Andronic            |
| -   | România | M       | Năstase             |
| -   | România | M       | Georges Mihai       |
| -   | România | M       | Constantin Tudosă   |
| -   | România | A       | Mitică Ragea        |
| -   | România | A       | Marcel Atănăsoae    |
| -   | România | A       | Ionuț Niculcea      |
| -   | România | A       | Paul Bogdan         |
| -   | România | A       | Aurelian Podoabă    |
| -   | România | A       | Cristian Strelțov   |
| -   | România | A       | Arăpașu             |
| -   | România | A       | Pall                |

## Transferuri

### Sosiri
| Post | Jucător        | De la echipa      | Suma de transfer  | Dată |  | ---- |
| ---- | -------------- | ----------------- | ----------------- | ---- |  | ---- |
| P    | Mihai Barbu    | Tractorul Brașov  | liber de contract | -    |  |      |
| A    | Pall           | Portul Constanța  | liber de contract | -    |  |      |
| M    | Iulian Apostol | Juniori           | liber de contract | -    |  |      |
| F    | Ionel Budacă   | Oțelul Galați     | liber de contract | -    |  |      |
| M    | Georges Mihai  | Callatis Mangalia | liber de contract | -    |  |      |
| M    | Bituleanu      | Juniori           | liber de contract | -    |  |      |

### Plecări
| Post | Jucător            | De la echipa          | Suma de transfer  | Dată |  | ---- |
| ---- | ------------------ | --------------------- | ----------------- | ---- |  | ---- |
| P    | Alexandru Iliuciuc | Ceahlăul Piatra Neamț | liber de contract | -    |  |      |
| A    | Arăpașu            | Midia Năvodari        | liber de contract | -    |  |      |

Clasamentul după 34 de etape se prezintă astfel:

## Seria II

### Rezultate
| Victorii | Egaluri | Înfrângeri | Cea mai mare victorie | Cea mai mare înfrangere |

### Sezon intern
| 1  | Dunărea Galați      | FC Onești           |                                                                                     | 0-0 |
| 2  | Cetatea Târgu Neamț | Dunărea Galați      | Cojocaru 25' Onofrei 31'                                                            | 2-0 |
| 3  | Dunărea Galați      | Rocar București     | Georges 4' Andrei 36' Dăniță 39' Chircu 90'                                         | 3-1 |
| 4  | Poiana Câmpina      | Dunărea Galați      | Albu 28'                                                                            | 1-0 |
| 5  | Dunărea Galați      | Dunărea Călărași    | Dăniță 54' Pall 72' (pen.) Roșu 82' Chebac 89' Scăețeanu 27'                        | 4-1 |
| 6  | Metalul Plopeni     | Dunărea Galați      |                                                                                     | 0-0 |
| 7  | Dunărea Galați      | Petrolul Moinești   |                                                                                     | 0-0 |
| 8  | Foresta Fălticeni   | Dunărea Galați      | Gheorghe 3'                                                                         | 1-0 |
| 9  | Dunărea Galați      | Gloria Buzău        | Strelțov 8' (pen.) Dăniță 81' Drăgulin 5'                                           | 2-1 |
| 10 | Steaua Mizil        | Dunărea Galați      | Dumitriu 85'                                                                        | 0-1 |
| 11 | Dunărea Galați      | Danubiana București | Constantinescu 76'                                                                  | 0-1 |
| 12 | Metrom Brașov       | Dunărea Galați      | Mocanu 11' (pen.) Georges 40'                                                       | 1-1 |
| 13 | Tractorul Brașov    | Dunărea Galați      | Toboșaru 45'                                                                        | 3-0 |
| 14 | Dunărea Galați      | Precizia Săcele     | Strelțov 16' (pen.) Chebac 50'                                                      | 2-0 |
| 15 | Politehnica Iași    | Dunărea Galați      | Ambrosie 6' Kereszy 83'                                                             | 2-2 |
| 16 | Dunărea Galați      | Dacia Unirea Brăila | Pall 7' Popa 54'                                                                    | 1-1 |
| 17 | Bucovina Suceava    | Dunărea Galați      | Goian 82'                                                                           | 1-0 |
| 18 | FC Onești           | Dunărea Galați      | Munteanu 79' Iriza 84' Buciumeanu 70'                                               | 2-1 |
| 19 | Dunărea Galați      | Cetatea Târgu Neamț | Chebac 3', 8' Georges 23' Strelțov 28' (pen.) Buciumeanu 50' Niculcea 57', 75', 77' | 8-0 |
| 20 | Rocar București     | Dunărea Galați      | Stoian 81' (pen.) Șerban 88'                                                        | 2-0 |
| 21 | Dunărea Galați      | Poiana Câmpina      |                                                                                     | 0-0 |
| 22 | Dunărea Călărași    | Dunărea Galați      | Popa 41', 50' Dincă 83' Enache 15' Andrei 37'                                       | 3-2 |
| 23 | Dunărea Galați      | Metalul Plopeni     | Strelțov 45' Dăniță 68' (pen.) Chicoș 89' Nicolae 60'                               | 3-1 |
| 24 | Petrolul Moinești   | Dunărea Galați      | Apachiței 25'                                                                       | 1-0 |
| 25 | Dunărea Galați      | Foresta Fălticeni   | Strelțov 60'                                                                        | 1-0 |
| 26 | Gloria Buzău        | Dunărea Galați      | Timiș 12' Jilavu 16', 40', 78' Stoica 52' Paveliuc 86'                              | 6-0 |
| 27 | Dunărea Galați      | Steaua Mizil        | Cujbă 65' (pen.) Ragea 75' Sandu 86'                                                | 3-0 |
| 28 | Danubiana București | Dunărea Galați      | Gnandt 7' Neață 27', 30', 48' Dăniță 65'                                            | 4-1 |
| 29 | Dunărea Galați      | Metrom Brașov       | Strelțov 25'                                                                        | 1-0 |
| 30 | Dunărea Galați      | Tractorul Brașov    | Strelțov 13' Atănăsoae 67' (pen.) Chicoș 82' Cristean 46'                           | 3-1 |
| 31 | Precizia Săcele     | Dunărea Galați      | Nistoroschi 23', 80' Bona 54' (pen.) Păun 67'                                       | 4-0 |
| 32 | Dunărea Galați      | Politehnica Iași    | Dăniță 20' Andrei 84' Botezatu 16'                                                  | 2-1 |
| 33 | Dacia Unirea Brăila | Dunărea Galați      | Baldovin 18' Rupedeal 37', 60' Strelțov 85' (pen.)                                  | 3-1 |
| 34 | Dunărea Galați      | Bucovina Suceava    | Andrei 49' Ragea 70' Mihăilă 18' Bălan 75' Beldiman 80'                             | 2-3 |